# Blake Stone 2: Planet Strike
 (mai 2019).
Si vous disposez d'ouvrages ou d'articles de référence ou si vous connaissez des sites web de qualité traitant du thème abordé ici, merci de compléter l'article en donnant les références utiles à sa vérifiabilité et en les liant à la section « Notes et références ».
Blake Stone 2 : Planet Strike est la suite de Blake Stone: Aliens of Gold et est un jeu de tir à la première personne proche de Wolfenstein 3D développé par la société Apogee et sortie en 1994. Il utilise le même moteur de jeu mais amélioré. C'est un jeu de science-fiction futuriste.